# T. E. Hulme
Thomas Ernest Hulme dit T. E. Hulme (1883-1917), est un critique d'art et poète britannique, théoricien du modernisme, premier poète imaginiste et proche du vorticisme,.

## Biographie
Thomas Ernest Hulme est né le 16 septembre 1883 à Endon dans le district des Staffordshire Moorlands. En 1902, il entre au St John's College (Cambridge) et s'intéresse aux mathématiques, mais est renvoyé en 1904, à la suite de tapages lors d'une course nautique nocturne. Réintégré, il est renvoyé une seconde fois, pour avoir eu une liaison avec une étudiante de la Roedean School (en). Il termine ses études à l'University College de Londres, parcourt le Canada et apprend plusieurs langues étrangères, notamment le français ; durant un séjour à Bruxelles, il se passionne pour la philosophie française. 
À partir de 1907, Hulme se spécialise en philosophie et effectue un séjour à Paris où il rencontre Henri Bergson. Il traduit en anglais Réflexions sur la violence de Georges Sorel. Il se passionne également pour les travaux du théoricien de l'art allemand Wilhelm Worringer, et dévore les essais de Remy de Gourmont comme Le Livre des masques (1896), Le Problème du style (1902) et les poèmes en vers libres de Gustave Kahn.
En 1908, il devient le secrétaire du Poet's Club, une association fondée par le banquier londonien Henry Simpson. Le jeune Hulme y fait de nombreuses lectures de poètes contemporains. En janvier 1909, il publie dans la brochure du club intitulée « For Christmas MDCCCCVIII », deux poèmes en prose, Autumn et A City Sunset, regardés comme les premiers exemples de productions imaginistes. Dans la revue de sensibilité socialiste et chrétienne The New Age fondé par Alfred Richard Orage, le poète et critique F. S. Flint (en), un spécialiste du vers libre et de la poésie française moderne, se montre très critique envers le club et ses publications. Grâce au débat qui a suivi, Hulme et Flint deviennent amis. En mars 1909, Hulme quitte le Poets' Club et fonde avec Flint et d'autres poètes un nouveau groupe, le Secession Club.  Ils se réunissent dans le restaurant La Tour Eiffel situé à Soho pour discuter d'une réforme de la poésie contemporaine grâce au vers libre, au tanka, au haïku et à la suppression de tout le verbiage propre aux poèmes, jugé inutile. Le poète américain Ezra Pound intègre le groupe en avril 1909 ; les deux hommes partagent des idées communes et plus tard, en 1928, Pound déclarera au traducteur et critique français René Taupin, que Hulme a été, à bien des égards, redevable à la tradition symboliste, à William Butler Yeats et Arthur Symons, en passant par la génération des poètes britanniques du Rhymers' Club (en) et à Stéphane Mallarmé. 
Grâce à Flint, Hulme collabore à la revue The New Age, qui publie en 1912, une nouvelle série de poèmes de Hulme, réunit la même année sous le titre The Complete Poetical Works of T.E. Hulme. En dépit de ce titre trompeur, Hulme a au total produit vingt-cinq poèmes entre 1908 et 1910.
Sur le plan politique, Hulme se montre conservateur ; à partir de 1911, il prend contact avec Pierre Lasserre, alors membre de l'Action française : comme ce dernier, Hulme est un défenseur du néo-classicisme qu'il oppose aux idéaux romantiques de la Révolution française. Hulme et T. S. Eliot partagent alors les mêmes idées. En 1912, il publie An Introduction to Metaphysics, d'après un texte de Bergson publié en mars 1902 dans la Revue de métaphysique et de morale (« Introduction à la métaphysique »), traduction que le philosophe révisa lui-même ; Hulme se montre marqué par le bergsonisme, par le « concept de réalité » et la quête d'une pure forme, thèse que l'on trouve développée dans L'Évolution créatrice (1907). 
En 1913, il croise Robert Frost et ce dernier avouera sa dette à son égard sur le plan théorique. Il devient le compagnon de la peintre Kate Lechmere (en), qui le présente à l'artiste Wyndham Lewis ; ce dernier l'embarque dans l'aventure du Rebel Art Center fondé en mars 1914, dans l'édition du premier numéro de la revue Blast. Hulme défend le travail d'artistes comme le sculpteur Jacob Epstein et le peintre David Bomberg. Il était très ami avec le sculpteur Henri Gaudier-Brzeska. Tous ces artistes furent des proches de l'éphémère vorticisme. Lewis fut très influencé par le bergsonisme affiché d'Hulme.
Dès août 1914, il s'enrôle dans l'Armée britannique et part combattre sur le front français et belge. Il continue d'alimenter The New Age en notes sur la guerre et autres réflexions qu'il signe d'un pseudonyme. Blessé en 1916, nommé lieutenant, il retourne sur le front en 1917. Le 28 septembre, il meurt à Ostdunkerque, le corps pulvérisé par un obus.

## Écrits
Les écrits d'Hulme ont été réunis à titre posthume :
- Ezra Pound, Ripostes [2e édition], contenant cinq poèmes d'Hulme, Londres, Elkin Mathews, 1915.
- « Notes on Language and Style », In: The Criterion, 3, 12, juillet 1925 — présenté par T. S. Eliot.
- Speculations: Essays on Humanism and the Philosophy of Art, édition dirigée par Herbert Read,  Londres, K. Paul, Trench, Trubner & Co., Ltd., 1936.
- Further Speculations of T. E. Hulme, édition de Samuel Hynes, University of Minnesota, 1955.
- The Collected Writings of T. E. Hulme, édité par Karen Csengeri, Oxford, Oxford University Press, 1996.